# Перерушево (залізничний роз'їзд)
Перерушево (рос. Перерушево) — залізничний роз’їзд в Ферзиковському районі Калузької області Російської Федерації.
Населення становить 23 особи. Входить до складу муніципального утворення село Ферзиково.

## Історія
Від 2004 року входить до складу муніципального утворення село Ферзиково

## Населення
| 2002 | 2010 | 2011 |
| ---- | ---- | ---- |
| 29   | ↘17  | ↗23  |